# Miguel Ocón
Pour les articles homonymes, voir Ocon (homonymie) et Izquierdo.
Miguel Ocón Izquierdo est un ancien joueur désormais entraîneur espagnol de volley-ball né le 7 septembre 1953 à Madrid (communauté de Madrid). Il mesure 1,92 m. Il est international espagnol.

## Biographie
Il est le premier joueur à avoir remporté la Superliga avec trois clubs différents. Ayant une formation de professeur d'éducation physique et sportive, il est également le premier joueur professionnel espagnol de volley-ball.

## Clubs

### Joueur
| Club             | De        | À         |
| ---------------- | --------- | --------- |
| Atlético Madrid  | 1970-1971 | 1971-1972 |
| Real Madrid      | 1972-1973 | 1977-1978 |
| Denver Comets    | 1978      |           |
| Real Madrid      | 1978-1979 | 1978-1979 |
| Denver Comets    | 1979      |           |
| CV Salesianos    | 1979-1980 | 1979-1980 |
| Son Amar Palma   | 1980-1981 | 1982-1983 |
| CV Madrid        | 1984-1985 | 1984-1985 |
| Coronas Cisneros | 1985-1986 | 1986-1987 |

### Entraîneur
| Club             | De        | À         |
| ---------------- | --------- | --------- |
| Coronas Cisneros | 1984-1985 | 1986-1987 |
| CV Salesianos    | 1989-1990 | 1989-1990 |

## Palmarès

### Joueur
- Championnat d'Espagne (8)
  - Vainqueur : 1971, 1976, 1977, 1978, 1979, 1981, 1982, 1985
  - Finaliste : 1972, 1974, 1975, 1983
- Coupe du Roi (8)
  - Vainqueur : 1971, 1972, 1973, 1976, 1977, 1978, 1979, 1982
  - Finaliste : 1974, 1981, 1983, 1985

### Entraîneur
Néant.